# Friedrich Herwig
Friedrich Herwig (* 23. Februar 1856 in Holzhausen; † 6. Juli 1920 in Saarbrücken) war ein deutscher Gymnasialprofessor und Mitglied des Deutschen Reichstags.

## Leben
Friedrich Herwig studierte Naturwissenschaften an den Universitäten in Leipzig und Marburg. 1874 wurde er Mitglied des Corps Budissa Leipzig. Ab 1883 war er Oberlehrer am Ludwigsgymnasium in Saarbrücken, später dort Gymnasialprofessor. Er war Vorsitzender des nationalliberalen Wahlvereins in Saarbrücken. Von 1913 bis 1918 war er Mitglied des Preußischen Abgeordnetenhauses. 1917/18 saß er für den Wahlkreis Trier 5 (Saarbrücken) und die Nationalliberale Partei im Reichstag (Deutsches Kaiserreich).